# 価格変動準備金
保険会計において、価格変動準備金(かかくへんどうじゅんびきん)とは、株式等、価格の変動が大きい資産の将来の価格が下落するリスクに備えるための準備金である。なお、旧保険業法では、86条準備金と呼ばれていたものである。

## 積立・取崩
価格変動準備金の積立・取崩については、平成10年大蔵省告示第229号に定められている。